# Beta Octantis
Désignations
Beta Octantis (β Octantis / β Oct) est une étoile binaire présumée de la constellation circumpolaire australe de l'Octant. Elle est faiblement visible à l’œil nu avec une magnitude apparente visuelle de 4,13. Sur la base d'une parallaxe annuelle de 21,85 mas mesurée par le satellite Hipparcos, le système est situé à environ 149 années-lumière de la Terre. Il s'éloigne du Soleil à une vitesse radiale de +19 km/s.
Beta Octantis est probablement une binaire astrométrique. Avec un type spectral de A9IV-V, la composante visible est une étoile blanche de type A dont le spectre présente des traits mixtes d'une étoile de la séquence principale et d'une étoile sous-géante plus évoluée. Sa masse est estimée valoir 2,27 fois celle du Soleil et son rayon 3,2 fois celui du Soleil. Elle est âgée d'environ 500 millions d'années et sa vitesse de rotation projetée est de 49 km/s. Elle émet 42 fois la luminosité du Soleil et sa température effective est de 8 006 K.